# 트레인스포팅 (영화)
트레인스포팅(Trainspotting)은 어빈 웰시 작품의 트레인스포팅 소설을 기반으로 한 대니 보일 감독의 1996년 영국의 드라마 영화이다. 1980년대 말 경제 공황이 닥친 에딘버러 지역에서의 헤로인 약물 중독 이야기로 시작한다. 2017년 후속 영화 T2: 트레인스포팅 2가 개봉했다.

## 줄거리
에딘버러에 살고 있는 마크 렌턴은 마약에 빠져 방황하는 청년이다. 그리고 스퍼드는 성격은 착하지만 머리는 나쁜 청년으로 늘 렌턴을 따라다니며 렌턴의 잔심부름 같은 것을 하는 등 렌턴을 도와주고 있다. 렌턴은 나이트클럽에 들어가서 알게 된 다이안과 사귀고 성관계를 갖게 되지만 다음날 중학교 교복을 입고 렌턴에게 찾아온 다이안을 보고 렌턴은 기겁한다. 다이안은 자신과 사귀어주지 않으면 경찰에 신고하겠다며 렌턴에게 협박한다.
렌턴은 하는 수 없이 런던으로 도망치고 스퍼드와 같이 슈퍼마켓을 털다가 들켜서 도망치는데 렌턴은 무사히 도망쳤지만 스퍼드가 체포당했다. 스퍼드는 얼마간 유치장에 있다가 보석금을 물고 석방된다. 렌턴은 자신 때문에 스퍼드가 전과자가 된 것 때문에 절망에 빠져 지내다가 모처럼 마음을 바로잡고 식크 보이의 집에 얹혀 살면서 부동산업자의 밑에 들어가서 아르바이트를 하며 지냈다. 하지만 몇개월 후 베그비가 마크 렌턴이 일하고 있는 부동산에 찾아와서 온갖 깽판을 치고 이 때문에 마크 렌턴은 도망쳐 나와서 또 무직 상태로 지내게 되었다. 그러고는 렌턴 일당들은 스코틀랜드로 갔고 거기서 토미를 만났다.
얼마후 토미는 에이즈 바이러스에 감염되었는데 이 때문에 렌턴은 또다시 기겁한다. 이후 토미가 아무렇게나 내팽개친 마약을 갓난아기가 먹고 사망하는 사건이 발생했는데 그 갓난아기의 생부는 식크 보이임이 밝혀졌다. 베그비는 가는 곳마다 사고를 쳐서 매양 렌턴 일당들에게 곤혹을 치르게 했다.
토미가 사망하고 토미의 장례식에서 렌턴 일당들은 다시 만났다. 여기서 식크 보이는 돈을 무지막지하게 벌어들일 일거리가 생겼다며 렌턴 일당을 꼬득이는데 그게 마약을 싸게 떼어다가 비싸게 팔아먹는 장사였다. 결국 렌턴은 식크 보이가 하라는 대로 그대로 이행해서 커다란 등산용 가방에 현금을 가득 담고 다닐 정도로 큰 돈을 벌었다. 큰 돈을 번 기념으로 이들은 호텔에 투숙한 뒤 술파티를 벌였는데 이 와중에 베그비가 또 싸움을 벌이는 바람에 호텔에서 패싸움이 났다. 어지간하면 일당들과 잘지내보려고 노력한 렌턴이지만 도저히 안되겠다고 판단해서 현금을 담은 돈가방을 들고 도주했다. 물론 전부 들고 도주한 건 아니며 그 돈의 일부를 스퍼드에게 떼어주고 잠적했다. 이 와중에 베그비는 폭행죄로 체포당했다. 베그비가 벌인 사건 때문에 식크 보이는 혼비백산하여 도망쳤고 자신의 가방에만 돈뭉치가 들어있는 것을 발견한 스퍼드는 기쁨의 눈물을 흘린다.

## 등장인물
- 마크 렌턴(이완 맥그리거)

마약에 찌들어서 삶에 대해 회의적인 청년으로 아주 방탕하게 살고 있다. 모처럼 마음을 잡으려고 여러번 노력하지만 번번히 실패하고 부랑자 생활을 계속 이어나가고 있다.
- 식크 보이(조니 리 밀러)

마크 렌턴의 친구, 어떻게 하면 다른 사람의 등을 쳐먹거나 쉽게 돈벌 수 있을까 하는 궁리만 하고 사는 청년으로 이런저런 좋지않은 일을 하지만 렌턴에게만은 친절하게 대한다. 렌턴에게 집을 빌려주거나 일거리를 갖다주기도 한다.
- 베그비(로버트 칼라일)

성격파탄자로 가는 곳마다 폭력을 휘둘러서 문제를 일으킨다. 렌턴이 마음잡고 부동산업자 밑에서 아르바이트를 하며 정착하려고 할때도 렌턴의 손님에게 찾아와서 행패를 부렸고 마약밀매로 큰 돈을 벌고 나서 술파티를 벌였을 때도 호텔 전체가 패싸움에 휘말리게 하는 등 질이 영 좋지 않은 청년이다.
- 스퍼드(이완 브렘너)

마크 렌턴의 친구. 성격이 착해서 렌턴이 시키는 일을 다 도와주고 렌턴의 뒷바라지를 하며 도와주지만 머리는 상당히 나쁘다. 렌턴과 같이 슈퍼마켓에 물건을 훔치러 갔다가 경찰에게 잡혀서 징역을 살면서도 끝까지 렌턴의 뒷바라지를 해준다.
- 토미(케빈 맥키드)

식크 보이의 친구. 무분별하게 성관계를 하다가 애인과 같이 에이즈에 감염되었으며 결국 작중에서 사망한다. 그의 장례식장에서 식크 보이가 일거리를 제대로 가져온다.
- 다이안(켈리 맥도날드)

불량여중생. 렌턴에게 다가가서 친하게 지내다가 성관계를 했고 이를 미끼로 렌턴에게 자신과 사귈 것을 강요한다.